# Agrostis chilensis
Agrostis chilensis é uma espécie de gramínea do gênero Agrostis, pertencente à família Poaceae.